# ハマセンナ
ハマセンナ（浜旃那、学名：Ormocarpum cochinchinense）は、マメ科ハマセンナ属の落葉低木 - 小高木。別名はハマエンジュ（浜槐）。

## 特徴
高さ5 m程になる。葉は奇数回羽状複葉で長さ8-10 cm。小葉は長楕円形で先端は円頭、9 - 17対が互生して付く。花は白 - 淡黄色の蝶形花で長さ約1.5 cm、脈が紫褐色を呈する。花は葉腋に総状花序又は束生状に2 - 6個付く。開花期は6 - 9月。豆果は長さ約10 cm、幅約6 mmと細長く、5 - 8個の小節からなり、小節間はやや狭くなる。果実は節ごとに落ち、海流散布される。

## 分布と生育環境
奄美大島以南の南西諸島。日本は北限の分布地。種子が海流散布されることから、台湾、中国南部、東南アジア、旧世界の熱帯から亜熱帯の海岸に広く自生する。海岸近くの低地の林縁に点在するが、沖縄ではやや稀。

## 利用
材は白色、軽柔で脆弱。砂防植栽に適する。日陰樹、緑肥に用いられる。民間療法で薬用にするが、植物体は有毒。
久米島ではヤギの飼料とする。方言名ヒザーメ。

## ギャラリー
- 奇数羽状複葉
- 豆果